# Xerophyta
Xerophyta är ett släkte av enhjärtbladiga växter. Xerophyta ingår i familjen Velloziaceae.

## Bildgalleri

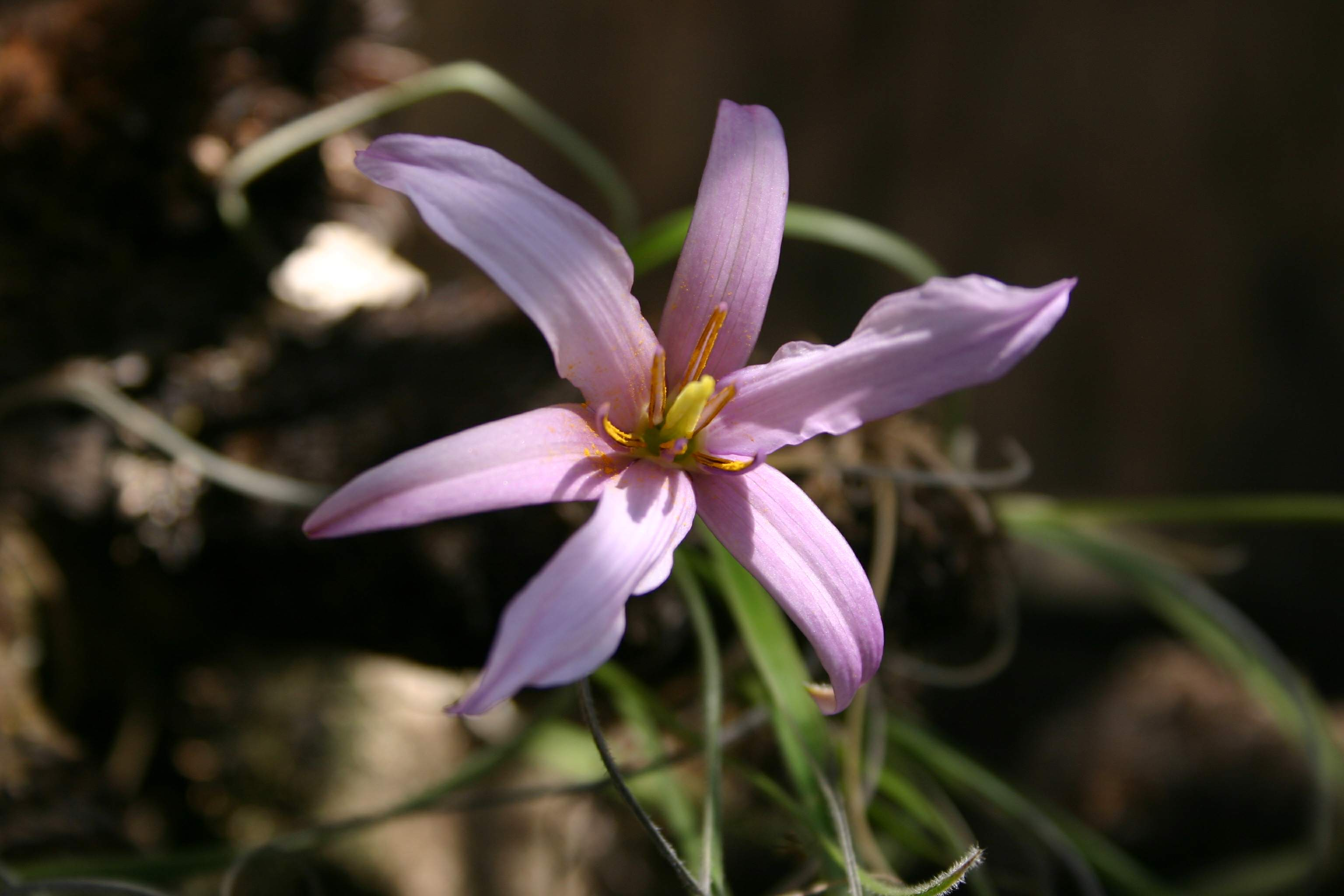

## Dottertaxa tillXerophyta, i alfabetisk ordning[1]
- Xerophyta acuminata
- Xerophyta arabica
- Xerophyta argentea
- Xerophyta capillaris
- Xerophyta concolor
- Xerophyta connata
- Xerophyta dasylirioides
- Xerophyta demeesmaekeriana
- Xerophyta eglandulosa
- Xerophyta equisetoides
- Xerophyta eylesii
- Xerophyta goetzei
- Xerophyta humilis
- Xerophyta kirkii
- Xerophyta longicaulis
- Xerophyta nutans
- Xerophyta pinifolia
- Xerophyta retinervis
- Xerophyta rippsteinii
- Xerophyta scabrida
- Xerophyta schlechteri
- Xerophyta schnizleinia
- Xerophyta seinei
- Xerophyta simulans
- Xerophyta spekei
- Xerophyta splendens
- Xerophyta squarrosa
- Xerophyta stenophylla
- Xerophyta suaveolens
- Xerophyta velutina
- Xerophyta villosa
- Xerophyta viscosa
- Xerophyta zambiana